# Joža Bohinjec
Joža Bohinjec, slovenski pravnik, * 27. oktober 1880, Leše, Tržič, † 6. november 1941, Ljubljana.
Po doktoratu iz prava 1919 na univerzi v Pragi se je  zaposlil pri delavskem zavarovanju v Ljubljani ter bil od 1925 ravnatelj Okrožnega urada za zavarovanje delavcev v Ljubljani. Kot strokovnjak za socialno zavarovanje je sodeloval pri zakonodajnem delu. Dejaven je bil v mnogih organizacijah in delavskem strokovnem gibanju ter bil vrsto let podpredsednik Narodne strokovne zveze. Bil je pobudnik za ustanovitev Osrednje protituberkulozne lige na Slovenskem; po njem se imenuje nagrada, ki jo podeljujejo najprizadevnejšemu dispanzerju za pljučne bolezni in tuberkulozo. O zavarovalnih pravicah delavcev je v letih 1928−1938 napisal tri knjige.